# Markus Ornig
Markus Ornig (* 25. September 1979 in Graz) ist ein österreichischer Politiker (NEOS). Seit 2015 ist er Abgeordneter zum Wiener Landtag und Mitglied des Wiener Gemeinderates.

## Leben

### Ausbildung und Beruf
Markus Ornig absolvierte nach dem Besuch des Gymnasiums Bad Radkersburg eine Lehre als Einzelhandelskaufmann, die er 1999 abschloss. Ab 2010 studierte er am Studienzentrum Hohe Warte, das Studium beendete er 2012 als Master of Business Administration. Seit 1999 ist er im Bereich Vertrieb und Marketing tätig, seit 2004 betreibt er eine eigene Marketing- und Eventagentur.

### Politik
Seit 2014 fungiert er für UNOS-Unternehmerisches Österreich als stellvertretender Bundessprecher und Landeskoordinator Wien, seit Mai 2015 ist er stellvertretender Landessprecher von NEOS Wien. Am 24. November 2015 wurde er in der 20. Wahlperiode als Abgeordneter zum Wiener Landtag und Gemeinderat angelobt, wo er Mitglied des Gemeinderatsausschusses für Finanzen, Wirtschaft und Internationales ist.
Bei der Landtags- und Gemeinderatswahl in Wien 2020, bei der NEOS acht Mandate erreichten, kandidierte er auf dem vierten Listenplatz. Nach der Wahl wurde er Mitglied der NEOS-Hauptgruppe für Koalitionsverhandlungen zur Bildung einer Stadtregierung mit Bürgermeister Michael Ludwig. Im NEOS-Klub fungiert er als Wirtschafts- und Mediensprecher. Zu Beginn der 21. Wahlperiode wurde er zum Stellvertreter von Klubobfrau Bettina Emmerling gewählt. Ende 2023 wurde er NEOS-Bezirkssprecher in der Josefstadt.
Für die Landtags- und Gemeinderatswahl 2025 wurde er auf Platz sechs gereiht.